# Alexandre Fabre (homme politique)
Pour les articles homonymes, voir Alexandre Fabre (homonymie) et Fabre.
Alexandre Fabre est un homme politique français né le 3 octobre 1766 à Remoulins (Gard), où il est mort le 26 septembre 1842.

## Biographie
Il exerçait la profession de notaire à Remoulins.

## Carrières politiques
Alexandre Fabre est élu député du Gard le 13 mai 1815. Il se fera qu'un mandat de deux mois, jusqu'au 13 juillet 1815.